# SA-CV-12
La SA-CV-12 es un camino agrícola de la Red Terciaria de la Diputación Provincial de Salamanca que une la localidad de Frades de la Sierra con el Paraje de Valle Grande.

## Origen y Destino
El camino  SA-CV-12  tiene su origen en el casco urbano de Frades de la Sierra en la intersección con la carretera  DSA-204 , y termina en el Paraje de Valle Grande formando parte de la Red de carreteras de Salamanca.